# Almah (groupe)
Pour les articles homonymes, voir Almah (homonymie).
Almah est un groupe de heavy metal brésilien, originaire de São Paulo, dans l'État de São Paulo. Il est formé en 2006 par Edu Falaschi, chanteur du groupe Angra. Au début un simple projet parallèle, Almah devient un groupe à part entière à la suite de l'arrêt momentané des activités d'Angra en juillet 2007.
Depuis le retour d'Angra en mars 2009, Edu Falaschi reste actif au sein des deux formations. Le groupe publie son troisième album, Motion, en octobre 2011. Le quatrième album du groupe, Unfold est publié en 2013, et suivi par une compilation, Within the Last Eleven Lines, en 2015.

## Biographie

### Almah(2006–2007)
Almah est formé à São Paulo, dans l'État de São Paulo, en 2006. Le premier album éponyme d'Almah est publiié en juillet la même année (Japon/Victor-JVC et Brésil/Laser Company) et en mars 2007 (Europe/AFM Records). Edu Falaschi assure les parties de chant mais produit aussi le disque et compose tous les textes et les musiques. Il joue les parties de guitares acoustiques sur l'album mais aussi les claviers et a réalisé tous les arrangements et les orchestrations. Almah est enregistré en Finlande, aux États-Unis et au Brésil avec les musiciens suivants : Emppu Vuorinen (guitare), Lauri Porra (basse) et Casey Grillo (batterie) et quelques invités, parmi lesquels : Mike Stone (guitare), Edu Ardanuy (guitare) et Sizão Machado (basse).
Ce premier album est bien accueilli par la critique et le public dans le monde entier. Edu Falaschi a d'ailleurs été élu parmi les meilleurs chanteurs de l'année par les lecteurs du magazine japonais Burrn!.

### Fragile EqualityetMotion(2008–2012)
Le deuxième album d'Almah, Fragile Equality, est publié le 24 septembre 2008 au Japon (Victor-JVC) et au Brésil (Laser Company) et le 17 octobre 2008 en Europe, aux États-Unis et au Canada (AFM Records). En raison de la pause de son groupe principal, Angra, Edu Falaschi se concentre sur Almah, qui est peu à peu devenu un groupe à part entière. En plus d'Edu, Almah intègre le bassiste Felipe Andreoli (Angra), les guitaristes Marcelo Barbosa (Khallice) et Paulo Schroeber (Astafix), et le batteur Marcelo Moreira (Burning In Hell). Tous les membres du groupe ont participé à la composition de ce deuxième album, tandis que la production est signé Falaschi et Andreoli.
Au Brésil, le premier tirage de l'album est épuisé le jour même de sa sortie. Almah et Fragile Equality accumulent les premières places des classements de fin d'année, obtenant les titres de meilleur album de 2008, meilleur groupe brésilien et meilleur jaquette auprès des lecteurs du magazine brésilien Roadie Crew et des sites metal Whiplash et Rock Underground,. Fragile Equality reçoit les notes suivantes dans la presse : site Metal Temple (Grèce) 4,5/5 (excellent), site Novo Metal (Brésil ; 9/10), site Lords of Metal (Hollande ; 80/100), site Rock Eyez (États-Unis ; 4,5/5), Pavillon 666 Webzine (France ; 9/10), site Whiplash (Brésil ; 9/10).
La tournée qui suit démarre à São Paulo en novembre 2008, et finit en avril 2009 à Rio de Janeiro. En mars 2009, le groupe a sorti son premier single Internet, All I Am, au travers du fan club brésilien. Malgré le retour d'Angra sur le devant de la scène à partir de mars 2009, Edu Falaschi annonce avoir commencé l'écriture du troisième album d'Almah, une suite de Fragile Equality, à paraître en 2010. En 2011 sort donc l'album Motion. En septembre 2011, Edu Falaschi et Felipe Andreoli font la promotion de l'album au Japon. En octobre 2011, Paulo Schroeber quitte le groupe à cause de problèmes de santé. Le groupe joue aussi quelques concerts avec Sepultura à la fin de 2011. En avril 2012, le groupe joue au festival Metal Open Air de São Luís. En mai 2012, Felipe Andreoli annonce son départ d'Almah afin de se consacrer à son groupe, Angra. Le même jour, Edu Falaschi annonce son départ d'Angra dans une lettre ouverte pour se consacrer entièrement à Almah.

### Unfoldet suites (depuis 2013)
En septembre 2013, le chanteur Edu Falaschi explique avoir terminé 20 chansons pour le futur nouvel album d'Almah. Le groupe publiera Unfold (2013), son quatrième album ; ainsi qu'une compilation intitulée Within the Last Eleven Lines en 2015.
Le 6 février 2014, le groupe participe au programme Todo Seu sur la chaîne Gazeta TV, présenté par Ronnie Von, jouant notamment en acoustique les chansons Warm Wind et Wings of Revolution. Le 13 mars 2014, le groupe enregistre également un spécial pour Showlivre.com présenté par Clément. Le 15 mars 2014, le guitariste Ian Bemolator fait son dernier spectacle au Festival Vides Games Metal au Brasília no Clube d'Engenharia. Le 23 mars 2014, le guitariste Diogo Mafra (Dynahead) fait ses débuts dans le groupe à un spectacle Florianópolis au Terminal Velho na Quarta Edição da Maratona Cultural. Le 26 juillet 2014, le groupe se produit à l'Anime Friends 2014, et publie plusieurs chansons.
Le 1er juin 2015, le groupe annonce l'arrivée de Pedro Tinello comme nouveau batteur, en remplacement de Marcelo Moreira.

## Membres

### Membres actuels
- Edu Falaschi – chant, guitare, chant, clavier (depuis 2006)[1]
- Marcelo Barbosa – guitare (depuis 2007)[1]
- Raphael Dafras – basse (depuis 2012)[1]
- Diogo Mafra – guitare (depuis 2014)[1]
- Pedro Tinello – batterie (depuis 2015)[1]

### Anciens membres
- Lauri Porra – basse (2006)[1]
- Casey Grillo – batterie (2006)[1]
- Erno « Emppu » Vuorinen – guitare (2006)[1]
- Felipe Andreoli – basse (2007-2012)[1]
- Marcelo Moreira – batterie (2008-2015)[1]
- Paulo Schroeber – guitare (2008-2011)[1]
- Gustavo Di Pádua – guitare (2012-2013)[1]

## Discographie

### Albums studio
- 2006 : Almah
- 2008 : Fragile Equality
- 2011 : Motion
- 2013 : Unfold
- 2016 : E.V.O

### Compilation
- 2015 : Within the Last Eleven Lines